# Земо Біа
Земо Біа (груз. ზემო ბია) — село в Грузії.
За даними перепису населення 2014 року в селі проживає 32 особи.